# The Shape of Jazz to Come
The Shape of Jazz to Come é um álbum musical de free jazz, gravado e lançado originalmente em 1959 pelo saxofonista estadunidense Ornette Coleman. Foi um dos primeiros discos de vanguarda do jazz e nele já se mostravam os elementos essenciais do estilo que veio a se transformar no free jazz. Foi gravado com um quarteto de músicos, sem piano, e produziu um grande impacto ao conter estruturas harmônicas muito pouco reconhecíveis e utilizar improvisação simultânea.
Em 2003, o álbum foi ranqueado no posto de número 246 da lista dos "500 discos mais importantes da história", da revista Rolling Stone. Chris Kelsey em seu ensaio "Free Jazz: A Subjective History" considera-o um dos 20 discos essenciais da história do jazz.  "A Guia Penguin de Jazz" dá-lhe, por sua vez, a máxima pontuação possível e um reconhecimento especial (Crown).

## Lista de canções
- Todos as faixas compostas por Ornette Coleman.

### Lado A
1. "Lonely Woman" – 5:02
2. "Eventually" – 4:22
3. "Peace" – 9:04

### Lado B
1. "Focus on Sanity" – 6:52
2. "Congeniality" – 6:48
3. "Chronology" – 6:03

## Créditos
- Ornette Coleman – saxofone alto
- Don Cherry – trompete pocket
- Charlie Haden – contrabaixo
- Billy Higgins – bateria